# Emerich von Morocz
Freiherr Emerich von Morocz (* 1699 in Güns; † 15. Januar 1758) war k.k. Feldmarschall-Lieutenant  und Inhaber des Husaren-Regiment No. 9.
Er entstammt der Linie Beketfalva der Familie Mórocz. Nach Beginn des Österreichischen Erbfolgekrieges kam er am 29. Oktober 1741 als Obrist in das Husaren-Regiment „Ghylányi“ (später Hadik). Er kämpfte als Kommandeur mit dem Regiment während der Feldzüge in Böhmen, Schlesien und am Rhein.
Im Juli 1744 wurde er mit der Meldung über die Eroberung der Lauterburger Linien nach Wien zur Kaiserin Maria Theresia geschickt und am 13. Juli 1744 zum Generalfeldwachtmeister befördert. 1745 stand er während der Schlacht bei Kesselsdorf mit 2 Regimentern Husaren an der Elbe.
1746 stand er in Aachen und war Vertreter des Feldmarschalls Karl Josef Batthyány. Morocz stiftete genügend Geld zum Wiederaufbau der Ungarnkapelle beim Aachener Dom.
Am 29. Juni 1754 mit Rang vom 2. August 1752 zum Feldmarschall-Lieutenant ernannt, erhielt er am 1. November 1754 das Husaren-Regiment No. 9. Im Siebenjährigen Krieg stand er in der Schlacht bei Kolin im Korps Nádásdy. Anschließend befehligte er bei Vorstoß nach Sachsen die Vorhut des Korps. Er belagerte am das Schloss in Bautzen, dessen Besatzung sich am 5. September ergab. Anschließend wurden sie von den Preußen vertrieben und kämpften in den Schlachten bei Breslau (22. November 1757) und Leuthen, wo das Regiment schwere Verluste hatte. Morocz selbst starb am 15. Januar 1758.